# Ким Мин Сон (конькобежка)
Ким Мин Сон (кор. 김민선; англ. Kim Min Sun; род. 16 июня 1999 года в Сеуле) — корейская конькобежка, золотой и бронзовый призёр зимних юношеских Олимпийских игр чемпионка чемпионата мира среди юниоров, участница зимних Олимпийских игр 2018 и 2022 года. Выступает за команду «Uijeongbu City Hall».

## Биография
Ким Мин Сон в раннем детстве начала заниматься фигурным катанием, но посоветовавшись с отцом, решили, что фигурное катание ей не подходит и перешла в шорт-трек в возрасте 11 лет, когда училась в 6-м классе начальной школы Сорай. Конькобежным спортом она занялась в возрасте 13 лет в Квачхоне. В 2012 году Ким заняла 2-е место в многоборье на чемпионате Кореи среди начальных школ, а в 2013 году заняла 1-е место в забеге на 1000 м на 94-м Национальном фестивале зимних видов спорта, когда училась в средней школе Сомун.
В 2014 году на чемпионате Кореи по спринту среди юниоров стала чемпионом в многоборье, а через заняла 2-е место и выиграла дистанции 500 и 1000 м на 96-м Национальном чемпионате по зимним видам спорта среди средних школ. В том же году дебютировала на чемпионате мира среди юниоров в Варшаве и выиграла золотую медаль в командном спринте. В октябре заняла 2-е место в забеге на 500 м на Национальном чемпионате, а в декабре выиграла в спринтерском многоборье золотую медаль.
В январе 2016 года Ким участвовала в зимних юношеских Олимпийских играх в Хамаре и выиграла "золото" на дистанции 500 м и "бронзу" в масс-старте. В феврале дебютировала на чемпионат мира в спринтерском многоборье в Сеуле, где заняла 23-е место в общей классификации. Через год выиграла "бронзу" на чемпионате Кореи в спринте и на 98-м Национальном чемпионате по зимним видам спорта выиграла обе дистанции на 500 и 1000 м. 
На чемпионате мира на одиночных дистанциях в Канныне в 2017 году  она заняла 15-е место на дистанции 500 м, а на 8-х зимних Азиатских играх в Обихиро стала только 7-й на 500 м и 13-й на 1000 м. В начале 2018 года Ким выиграла чемпионат Кореи среди юниоров в спринте. В 2018 году на зимних Олимпийских играх в Пхёнчхане она бежала дистанцию 500 м и заняла 16-е место.
В 2019 году на чемпионате мира на одиночных дистанциях в Инцелле Ким стала 17-й в забеге на 500 м и 6-й в командном спринте, а на 100-м Национальном фестивале зимних видов спорта Ким Мин Сон заняла 1-е место на 1000 м и в командной гонке преследования и 2-е место в командной гонке. На чемпионате Кореи в октябре она выиграла дистанции 500 и 1000 м, следом заняла 2-е место в спринтерском чемпионате Кореи.
В январе 2020 года участвовала на чемпионате четырёх континентов в Милуоки, где выиграла золотую медаль на дистанции 500 м и серебряную в командном спринте, в забеге на 1000 м заняла 7-е место. На чемпионате мира в Солт-Лейк-Сити Ким была 18-й и 20-й на дистанциях 500 и 1000 м. В 2021 году на чемпионате Кореи выиграла вновь на дистанциях 500 и 1000 м и стала 2-й в спринтерском многоборье.
В январе 2022 года на 48-м чемпионате Кореи по спринту Ким выиграла золотую медаль, одержав победы во всех заездах, она отобралась на олимпиаду на двух дистанциях 500 и 1000 м. 28 января Корейский спортивно-олимпийский комитет (KSOC) объявил, что Ким Мин Сок понесёт национальный флаг на открытии Олимпиады. 13 февраля на зимних Олимпийских играх в Пекине на дистанции 500 м она заняла 7-е место с результатом 37,60 сек, а 17 числа заняла 16-е место в беге на 1000 м со временем 1:16,49 сек.
Через неделю на 103-м Национальном фестивале зимних видов спорта выиграла на дистанциях 500 и 1000 и и заняла 2-е место в командной гонке преследования. В марте в финале Кубка мира в Херенвене Ким заняла 3-е место в забеге на 500 м со временем 37,58 секунды, на 0,26 секунды отстав от золотой медалистки американки Эрин Джексон. 20 октября 2022 года Ким Мин Сон выиграла забег на 1000 м на 57-м чемпионате Южной Кореи в Сеуле на отдельных дистанциях с результатом 1:17,55 сек. За день до этого она выиграла и дистанцию 500 м, а позже стала первой на дистанции 1500 м Она также отобралась на зимнюю Универсиаду 2023 года, выиграв дистанции 500, 1000 и 1500 м.

## Личная жизнь
Ким Мин Сон ходит в художественные галереи, смотрит фильмы, готовит. В 2018 году она начала изучать международные виды спорта в Корейском университете в Сеуле. Однако после окончания одного семестра она сделала перерыв в учёбе, чтобы сосредоточиться на своей спортивной карьере.